# إيليزا لوغان
إيليزا لوغان (بالإنجليزية: Eliza Logan)‏ هي ممثلة أمريكية، ولدت في 7 أغسطس 1827، وتوفيت في 15 يناير 1872.

## وصلات خارجية
- إيليزا لوغان على موقع IMDb (الإنجليزية)
- إيليزا لوغان على موقع قاعدة بيانات الفيلم (الإنجليزية)